# Jurij Matveev
Jurij Aleksandrovič Matveev (in russo Юрий Александрович Матвеев?; Nižnij Tagil, 8 giugno 1967) è un allenatore di calcio ed ex calciatore sovietico dal 1991 russo, di ruolo attaccante.

## Carriera

### Calciatore

#### Club
Durante la sua carriera ha giocato con numerose squadre di club, tra cui anche lo Zenit ed il CSKA Mosca.

#### Nazionale
Conta 4 presenze con la Nazionale russa.

## Allenatore
Ha lavorato sempre nello staff tecnico dell'Ural, ricoprendo vari ruoli.